# Fußball-Regionalliga Nordost (2012)
Die Regionalliga Nordost ist seit 2012 eine Liga im deutschen Fußball. Sie ist eine von fünf Regionalligen, die die vierthöchste Spielklasse im Ligasystem in Deutschland bilden. Sie wurde zur Saison 2012/13 nach Reformierung der Regionalliga unter der 3. Liga eingeführt.

## Spielmodus
Die von 2012 bis Mai 2015 aus 16 Mannschaften und ab der Spielzeit 2015/16 regulär aus 18 Mannschaften gebildete Liga wird im Rundenturnier ausgespielt, in der alle jeweils einmal zu Hause und auswärts gegeneinander antreten. Die bestplatzierte Mannschaft nimmt an der Aufstiegsrunde zur 3. Liga teil, sollte sie darauf verzichten, geht das Recht an den nächstplatzierten Verein über. Das Regelwerk des Nordostdeutschen Fußballverbands (NOFV) sieht vor, dass die Mannschaften auf Platz 17 und 18 in die Oberliga Nordost absteigen. In Abhängigkeit davon, ob der Meister in die 3. Liga aufsteigt und ob aus der 3. Liga Vereine aus dem Gebiet des NOFV absteigen, kann sich die Anzahl der Absteiger in die Oberliga Nordost erhöhen. Zudem kam es wiederholt zu Abmeldungen von Mannschaften oder Insolvenzanträgen von Vereinen. Diese Vorgänge wirken sich auf die Anzahl der sportlichen Absteiger aus.
In einer der Regionalligen sollen maximal sieben zweite Mannschaften von DFL-Vereinen spielen. Die Maximalzahl wurde in der Regionalliga Nordost bisher nie erreicht. Zweite Mannschaften von Drittligavereinen sind nicht zugelassen.

## Geschichte
Zur Saison 2012/13 überführte der DFB die Hauptverantwortlichkeit für die Regionalliga an die fünf Ligaverbände. Gleichzeitig wurden die drei Staffeln Nord, West und Süd durch die fünf Regionalligen Nord, Nordost, West, Südwest und Bayern ersetzt. Hauptverantwortlich ist für die Regionalliga Nordost damit der Nordostdeutsche Fußballverband.

### Auf- und Abstiegsregelung
Es bestehen folgende Regelungen:
- Aufstieg in die 3. Fußball-Liga: Der Meister ist zur Teilnahme an den Aufstiegsspielen zur 3. Liga berechtigt.
- Abstieg in die Fußball-Oberliga Nordost: Die Zahl der sportlichen Absteiger variiert zwischen einer Mannschaft und maximal fünf Mannschaften. Nur einen sportlichen Absteiger gibt es dann, wenn keine Mannschaft aus der 3. Liga absteigt, eine Mannschaft in die 3. Liga aufsteigt und zusätzlich kein Verein seine Mannschaft aus der Liga abmeldet sowie keine Mannschaft ausgeschlossen wird. Fünf sportliche Absteiger gibt es, wenn drei Mannschaften aus der 3. Liga absteigen, keine Mannschaft in die 3. Liga aufsteigt und alle Regionalliga-Mannschaften von Platz 2 bis 13 in der Liga verbleiben wollen oder dürfen. In der Saison 2016/17 gab es keinen sportlichen Absteiger in die Oberliga. Die TSG Neustrelitz belegte den letzten Platz und nahm an der Saison 2017/18 der Regionalliga teil, weil sich zwei andere Mannschaften aus dieser abmeldeten.
- Aufstieg in die Regionalliga Nordost: Die Meister der beiden Staffeln der Oberliga Nordost steigen direkt auf. Weitere Aufsteiger sind möglich, um die Sollstärke von 18 Mannschaften zu erreichen. Dieser Fall tritt ein, wenn sich Vereine freiwillig aus der Regionalliga abmelden oder aus der Liga ausgeschlossen werden. Gegebenenfalls wird der dritte oder der fünfte Aufsteiger in Entscheidungsspielen zwischen Vertretern aus den Oberliga-Staffeln Nord und Süd ermittelt.
- Rückblick: Diese Regelungen gelten seit der Spielzeit 2015/16. Davor stieg die Zahl der Aufsteiger aus der Oberliga auch dann, wenn der Meister der Regionalliga diese in Richtung 3. Liga verließ und aus der 3. Liga keine Mannschaft in die Regionalliga abstieg (z. B. Saison 2014/15). Seit 2015/16 jedoch steigt dann eine Mannschaft weniger aus der Regional- in die Oberliga ab.

## Teilnehmende Mannschaften 2025/26
Für die Regionalliga Nordost 2025/26 qualifizierten sich sportlich folgende Mannschaften:
- der unterlegene Teilnehmer an den Aufstiegsspielen zur 3. Liga:
  -  1. FC Lokomotive Leipzig
- die verbliebenen Mannschaften aus der Regionalliga Nordost 2024/25:
  -  Hallescher FC
  -  FC Rot-Weiß Erfurt
  -  FSV Zwickau
  -  FC Carl Zeiss Jena
  -  Greifswalder FC
  -  Chemnitzer FC
  -  BFC Dynamo
  -  VSG Altglienicke
  -  Hertha BSC II
  -  ZFC Meuselwitz
  -  Hertha 03 Zehlendorf
  -  SV Babelsberg 03
  -  BSG Chemie Leipzig
  -  FSV 63 Luckenwalde
  -  FC Eilenburg
- der Meister der Oberliga Nordost (Staffel Nord) 2024/25:
  -  BFC Preussen
- der Meister der Oberliga Nordost (Staffel Süd) 2024/25
  -  1. FC Magdeburg II

## Meister
- 2012/13: RB Leipzig
- 2013/14: TSG Neustrelitz
- 2014/15: 1. FC Magdeburg
- 2015/16: FSV Zwickau
- 2016/17: FC Carl Zeiss Jena
- 2017/18: Energie Cottbus
- 2018/19: Chemnitzer FC
- 2019/20: 1. FC Lokomotive Leipzig (1)
- 2020/21: FC Viktoria 1889 Berlin (1)
- 2021/22: Berliner FC Dynamo
- 2022/23: Energie Cottbus
- 2023/24: Energie Cottbus
- 2024/25: 1. FC Lokomotive Leipzig

## Auf- und Absteiger

### Auf- und Absteiger aus der Regionalliga Nordost
| Saison  | Aufsteiger in die 3. Liga | Absteiger, im Regelfall in die Oberliga Nordost                                         |
| ------- | ------------------------- | --------------------------------------------------------------------------------------- |
| 2012/13 | RB Leipzig                | FC Energie Cottbus II, Torgelower SV Greif                                              |
| 2013/14 | –                         | 1. FC Lokomotive Leipzig, FSV Optik Rathenow                                            |
| 2014/15 | 1. FC Magdeburg           | 1. FC Union Berlin II (Abmeldung), VFC Plauen                                           |
| 2015/16 | FSV Zwickau               | VfB Germania Halberstadt, FSV Optik Rathenow                                            |
| 2016/17 | FC Carl Zeiss Jena        | RB Leipzig II (Abmeldung), FC Schönberg 95 (Rückzug)                                    |
| 2017/18 | FC Energie Cottbus        | BSG Chemie Leipzig, TSG Neustrelitz, FSV 63 Luckenwalde                                 |
| 2018/19 | Chemnitzer FC             | FSV Budissa Bautzen, FC Oberlausitz Neugersdorf (Rückzug)                               |
| 2019/20 | –                         | FSV Wacker 90 Nordhausen (Rückzug), FC Rot-Weiß Erfurt (Einstellung des Spielbetriebs)  |
| 2020/21 | FC Viktoria 1889 Berlin   | Bischofswerdaer FV 08                                                                   |
| 2021/22 | –                         | FC Eilenburg, FSV Union Fürstenwalde, FSV Optik Rathenow, VfB Auerbach, Tasmania Berlin |
| 2022/23 | –                         | SV Lichtenberg 47, VfB Germania Halberstadt, Tennis Borussia Berlin                     |
| 2023/24 | FC Energie Cottbus        | FC Hansa Rostock II, Berliner AK 07                                                     |
| 2024/25 | –                         | VFC Plauen, FC Viktoria 1889 Berlin                                                     |

### Aufstiegsspiele zur3. Liga
Bis zur Saison 2017/18 musste der Meister der Regionalligen Nordost gegen einen qualifizierten Vertreter einer anderen Regionalliga, welcher vorher ausgelost wurde, in einer Zweifachrunde antreten. Der Gewinner stieg in die 3. Liga auf. Für die Aufstiegsspiele qualifizierten sich auf sportlichem Weg alle Meister der Regionalligen sowie der Vizemeister der Regionalliga, deren Region die meisten Vereine und DFB-Mitglieder zählte.
In den Jahren 2019 und 2020 standen bereits vor Saisonbeginn drei Regionalligen fest, aus denen drei Vereine direkt in die 3. Liga aufsteigen, und zusätzlich zwei Regionalligen, aus denen zwei Vereine in einer Zweifachrunde um einen weiteren Aufstiegsplatz spielen würden. Im Sommer 2020 nahm deshalb der 1. FC Lokomotive Leipzig als Meister der Regionalliga Nordost an Aufstiegsspielen teil.
Ab der Saison 2020/21 gibt es eine Zweifachrunde um den vierten Aufstiegsplatz zwischen zwei Vertretern aus den drei Regionalligen Bayern, Nord und Nordost, wobei jede der genannten Ligen im Rhythmus von drei Jahren einen Direktaufsteiger stellt.
| Saison  | Meister Nordost (1)                                         | Vertreter aus anderer Regionalliga    | Ergebnisse                               |
| ------- | ----------------------------------------------------------- | ------------------------------------- | ---------------------------------------- |
| 2012/13 | RB Leipzig                                                  | Sportfreunde Lotte (Meister West)     | 2:0 (in Leipzig), 2:2 n. V. (in Lotte)   |
| 2013/14 | TSG Neustrelitz                                             | 1. FSV Mainz 05 II (Dritter Südwest)  | 0:2 (in Neustrelitz), 1:3 (in Mainz)     |
| 2014/15 | 1. FC Magdeburg                                             | Kickers Offenbach (Meister Südwest)   | 1:0 (in Magdeburg), 3:1 (in Offenbach)   |
| 2015/16 | FSV Zwickau                                                 | SV Elversberg (Zweiter Südwest)       | 1:1 (in Elversberg), 1:0 (in Plauen)     |
| 2016/17 | FC Carl Zeiss Jena                                          | Viktoria Köln (Meister West)          | 3:2 (in Köln), 0:1 (in Jena)             |
| 2017/18 | Energie Cottbus                                             | SC Weiche Flensburg 08 (Meister Nord) | 3:2 (in Kiel), 0:0 (in Cottbus)          |
| 2018/19 | Der Meister der RL Nordost stieg direkt in die 3. Liga auf. | –                                     | –                                        |
| 2019/20 | 1. FC Lokomotive Leipzig                                    | SC Verl (Zweiter West)                | 2:2 (in Leipzig), 1:1 (in Bielefeld)     |
| 2020/21 | Der Meister der RL Nordost stieg direkt in die 3. Liga auf. | –                                     | –                                        |
| 2021/22 | Berliner FC Dynamo                                          | VfB Oldenburg (Meister Nord)          | 0:2 (in Berlin), 2:1 (in Oldenburg)      |
| 2022/23 | Energie Cottbus                                             | SpVgg Unterhaching (Meister Bayern)   | 1:2 (in Cottbus), 0:2 (in Unterhaching)  |
| 2023/24 | Der Meister der RL Nordost stieg direkt in die 3. Liga auf. | –                                     | –                                        |
| 2024/25 | 1. FC Lokomotive Leipzig                                    | TSV Havelse (Meister Nord)            | 1:1 (in Leipzig), 0:3 n. V. (in Garbsen) |

### Ab- und Aufsteiger in die Regionalliga Nordost
| Saison  | Absteiger aus der 3. Liga         | Aufsteiger aus der Oberliga Nordost (Staffeln Nord und Süd)                                                                              |
| ------- | --------------------------------- | --- |
| 2012/13 | FC Carl Zeiss Jena                | 1. FC Union Berlin II, TSG Neustrelitz, FSV Optik Rathenow, Torgelower SV Greif (1), FSV Zwickau, 1. FC Lokomotive Leipzig, VfB Auerbach |
| 2013/14 | SV Babelsberg 03                  | FC Viktoria 1889 Berlin, FSV Wacker 90 Nordhausen                                                                                        |
| 2014/15 | –                                 | BFC Dynamo, FSV Budissa Bautzen |
| 2015/16 | –                                 | FSV Optik Rathenow, FC Schönberg 95, FSV 63 Luckenwalde (2), RB Leipzig II, FC Oberlausitz Neugersdorf                                   |
| 2016/17 | FC Energie Cottbus                | FSV Union Fürstenwalde, 1. FC Lokomotive Leipzig                                                                                         |
| 2017/18 | –                                 | VSG Altglienicke, BSG Chemie Leipzig, VfB Germania Halberstadt (3)                                                                       |
| 2018/19 | Chemnitzer FC, FC Rot-Weiß Erfurt | FSV Optik Rathenow, Bischofswerdaer FV 08                                                                                                |
| 2019/20 | FC Energie Cottbus                | SV Lichtenberg 47, BSG Chemie Leipzig |
| 2020/21 | Chemnitzer FC, FC Carl Zeiss Jena | Tennis Borussia Berlin, FSV 63 Luckenwalde (4)                                                                                           |
| 2021/22 | –                                 | Tasmania Berlin, FC Eilenburg |
| 2022/23 | FC Viktoria 1889 Berlin           | Greifswalder FC, FC Rot-Weiß Erfurt |
| 2023/24 | FSV Zwickau                       | FC Hansa Rostock II, FC Eilenburg |
| 2024/25 | Hallescher FC                     | Hertha 03 Zehlendorf, VFC Plauen |

Anmerkungen

## Zahlen und Rekorde

### Rekordspieler
| Rang | Spieler                 | Verein                                                                                               | Spiele |
| ---- | ----------------------- | --- | ------ |
| 1    | Chris Reher             | FC Viktoria 1889 Berlin, FSV Budissa Bautzen, BFC Dynamo                                             | 317    |
| 2    | Tony Fuchs              | TSG Neustrelitz, Hertha BSC II                                                                       | 286    |
| 3    | Marc-Philipp Zimmermann | VFC Plauen, FC Carl Zeiss Jena, FSV Zwickau, VfB Auerbach                                            | 285    |
| 4    | Jakub Jakubov           | Chemnitzer FC, FC Viktoria 1889 Berlin, Berliner AK 07, FSV Budissa Bautzen, Greifswalder FC         | 283    |
| 5    | Matthias Steinborn      | 1. FC Magdeburg, SV Babelsberg 03, 1. FC Lok Leipzig, BFC Dynamo                                     | 274    |
| 6    | Mike Eglseder           | 1. FC Lok Leipzig, SV Babelsberg 03, FC Viktoria 1889 Berlin, 1. FC Union Berlin II, Greifswalder FC | 248    |
| 7    | Andy Trübenbach         | Rot-Weiß Erfurt, ZFC Meuselwitz                                                                      | 247    |
| 8    | René Pütt               | TSG Neustrelitz, VSG Altglienicke                                                                    | 244    |
| 9    | Djamal Ziane            | 1. FC Lok Leipzig, Energie Cottbus II                                                                | 244    |
| 10   | Marcel Rausch           | SV Babelsberg 03, Hertha BSC II, BFC Dynamo, FC Schönberg 95, SV Lichtenberg 47                      | 240    |

Stand: 25. Mai 2025

### Rekordtorschützen
| Rang | Spieler                 | Verein                                                                              | Tore |
| ---- | ----------------------- | ----------------------------------------------------------------------------------- | ---- |
| 1    | Marc-Philipp Zimmermann | VFC Plauen, FC Carl Zeiss Jena, FSV Zwickau, VfB Auerbach                           | 137  |
| 2    | Daniel Frahn            | RB Leipzig, Chemnitzer FC, SV Babelsberg 03                                         | 109  |
| 3    | Christian Beck          | 1. FC Magdeburg, BFC Dynamo                                                         | 89   |
| 4    | Djamal Ziane            | Energie Cottbus II, 1. FC Lok Leipzig                                               | 89   |
| 5    | Matthias Steinborn      | 1. FC Lok Leipzig, SV Babelsberg 03, 1. FC Magdeburg, BFC Dynamo                    | 81   |
| 6    | Rufat Dadashov          | BFC Dynamo, Germania Halberstadt, ZFC Meuselwitz                                    | 74   |
| 7    | Andis Shala             | FC Carl Zeiss Jena, BFC Dynamo, SV Babelsberg 03, FC Rot-Weiß Erfurt, Chemnitzer FC | 74   |
| 8    | Felix Brügmann          | 1. FC Lok Leipzig, Berliner AK 07, Energie Cottbus, VSG Altglienicke, Chemnitzer FC | 72   |
| 9    | Tugay Uzan              | 1. FC Union Berlin II, VSG Altglienicke, BFC Dynamo                                 | 66   |
| 10   | Velimir Jovanović       | TSG Neustrelitz, FC Carl Zeiss Jena, FC Rot-Weiß Erfurt                             | 62   |

Stand: 25. Mai 2025

### Torschützenkönige
| Saison  | Spieler                 | Mannschaft               | Tore |
| ------- | ----------------------- | ------------------------ | ---- |
| 2012/13 | Daniel Frahn            | RB Leipzig               | 20   |
| 2013/14 | Christian Beck          | 1. FC Magdeburg          | 22   |
| 2014/15 | Christian Beck          | 1. FC Magdeburg          | 20   |
| 2015/16 | Jonas Nietfeld          | FSV Zwickau              | 16   |
| 2016/17 | Federico Palacios       | RB Leipzig II            | 22   |
| 2017/18 | Rufat Dadashov          | BFC Dynamo               | 25   |
| 2018/19 | Daniel Frahn            | Chemnitzer FC            | 24   |
| 2019/20 | Muhammed Kiprit         | Hertha BSC II            | 16   |
| 2020/21 | Marc-Philipp Zimmermann | VfB Auerbach             | 11   |
| 2021/22 | Christian Beck          | BFC Dynamo               | 23   |
| 2022/23 | Djamal Ziane            | 1. FC Lokomotive Leipzig | 18   |
| 2023/24 | Elias Löder             | FC Carl Zeiss Jena       | 25   |

### Zuschauerzahlen
Die viertklassige Regionalliga Nordost verzeichnete in den ersten drei Jahren Zuschauerzahlen zwischen 1.551 und 1.807 Gästen pro Partie, dieser Zuspruch lag in der Größenordnung der drittklassigen Regionalliga Nordost von 1994 bis 2000. Seit dem Sommer 2015 fällt der Schnitt geringer aus und lag in allen folgenden Spielzeiten bei weniger als 1.300 Zuschauern pro Begegnung. Im September 2012 wurde ein neuer Besucherrekord für ein deutsches Viertliga-Spiel aufgestellt: Zum Gastspiel von RB Leipzig beim 1. FC Lokomotive Leipzig kamen 24.795 Zuschauer in das Zentralstadion. Lok war in das Stadion des Stadtkonkurrenten ausgewichen. Der 1. FC Magdeburg stellte in der Saison 2014/15 den Rekord für die meisten Zuschauer bei den Heimspielen einer Mannschaft auf. Die 15 Saisonspiele in der MDCC-Arena besuchten 8.578 Personen im Schnitt.

### Weitere Zahlen und Rekorde
- Ewige Tabelle: (Stand 20. August 2025)
  - Die Ewige Tabelle der Regionalliga Nordost führt der Berliner AK 07 mit insgesamt 578 Punkten vor Hertha BSC II und dem FC Carl Zeiss Jena an.
  - Mit 3 Punkten belegt der 1. FC Magdeburg II den letzten Platz in der Ewigen Tabelle.
- Spiele: (Stand 20. August 2025)
  - Am 25. September 2021 gewann Energie Cottbus mit 9:0 gegen den FC Eilenburg und feierte damit den höchsten Sieg in der Regionalliga Nordost.
  - Im torreichsten Spiel fielen 12 Tore. Der Berliner AK 07 gewann am 15. Mai 2022 mit 7:5 gegen Optik Rathenow. Jeweils 11 Tore fielen am 27. Oktober 2013 bei der 3:8-Heimniederlage von Germania Halberstadt gegen Union Berlin II und am 28. Februar 2020 bei der 4:7-Heimniederlage von Hertha BSC II gegen den Berliner FC Dynamo.
  - Das unfairste Spiele war die Partie ZFC Meuselwitz gegen TSG Neustrelitz am 14. September 2014. Der Schiedsrichter verteilte 2 rote, 1 gelb-rote und 8 gelbe Karten.
- Spieler: (Stand 20. August 2025)
  - Steven Skrzybski traf fünfmal am 27. Oktober 2013 für die zweite Mannschaft des 1. FC Union Berlin beim Sieg gegen Germania Halberstadt. Marc Brašnić traf ebenso häufig am 20. Oktober 2018 beim Sieg des Berliner FC Dynamo gegen den Bischofswerdaer FV und Marc-Philipp Zimmermann gelang dieselbe Ausbeute am 4. März 2022 für den VfB Auerbach gegen Tasmania Berlin. Ebenso Erik Weinhauer am 4. August 2024 im Spiel FC Carl Zeiss Jena gegen Herta Zehlendorf.[13]
  - Jelani Ndi vom Hertha BSC II feierte gegen den VSG Altglienicke am 23. August 2024 sein Tordebüt im Alter von 17 Jahren und 19 Tagen. Damit ist er der jüngste Torschütze der Geschichte.[14]
  - Am 15. Mai 2016 erzielte Jan Nezmar bei der 2:6-Niederlage seines FC Oberlausitz Neugersdorf gegen den Berliner FC Dynamo sein letztes Tor im Alter von 38 Jahren, 10 Monaten und 10 Tagen. Er ist damit der älteste Torschütze der Regionalliga Nordost.[15]